# Alternative galicienne de gauche
L’Alternative galicienne de gauche (en galicien : Alternativa Galega de Esquerda) est une coalition électorale galicienne de partis indépendantistes de gauche qui s'est présentée aux élections au Parlement de Galice de 2012 en remportant neuf sièges de parlementaires. Ces résultats ont fait la coalition la 3e force politique au Parlement de Galice, mais la deuxième auprès de l'électorat des villes.
Elle comprend notamment Anova-Fraternité nationaliste et Esquerda Unida.